# Demarchos (Satrap)
Demarchos († nach 323 v. Chr.) war ein Statthalter Alexanders des Großen.
Demarchos folgte um das Jahr 327 v. Chr. dem gefallenen Kalas im Amt des Satrapen für das hellespontische Phrygien (Kleinphrygien) nach. Über ihn ist nichts weiter bekannt. Er wurde nach Alexanders Tod in der Reichsordnung von Babylon 323 v. Chr. durch den General Leonnatos in seinem Amt abgelöst.